# Agatodèmon (geògraf)
Agatodèmon (en grec antic: Ἀγαθοδαίμων, llatí: Agathodaemon) fou un geògraf grec natiu d'Alexandria.
Tot el que se sap d'ell és que va ser la persona que va dibuixar els mapes que acompanyen a la Geografia de Claudi Ptolemeu. Se'n conserven algunes còpies que acompanyen els manuscrits de Ptolemeu, una a Viena i una a Venècia. Al final dels manuscrits hi ha una nota que diu:
| « | Ἐκ τῶν Κλαυδίου Πτολεμαίου Γεογραφικῶν βιβλίων ὄκτο τὴν οἰκουμένην πᾶσαν Ἀγαθοδαίμων Ἀλεξανδρεὺς ὑπετύπωσε "Agatodèmon d'Alexandria va dibuixar tot el món habitat segons els vuit llibres sobre geografia de Claudi Ptolemeu" | » |

El manuscrit de Viena és un dels més bells que existeixen. S'hi adjunten vint-i-set mapes, que inclouen un mapa general, deu mapes d'Europa, quatre d'Àfrica i dotze d'Àsia, tots pintats amb colors, l'aigua és verda, les muntanyes vermelles o groc fosc i la terra blanca. Els climes, els paral·lels i les hores del dia més llarg, estan marcats al marge est dels mapes i els meridians al nord i al sud.
No se sap en quina època va viure. Alguns el consideren la mateixa persona que el gramàtic Agatodèmon, però els estudiosos actuals el fan contemporani de Claudi Ptolemeu, al segle ii, ja que el mateix Ptolemeu menciona uns mapes o taules (πίνακες), que coincideixen en nombre i ordenació amb els d'Agatodèmon.